# Grande Mesquita de Almançor
Grande Mesquita de Almançor (em árabe: جامع المنصور‎; romaniz.: Djāmiʿ al-Manṣūr) foi a principal mesquita congregacional de Baguedade durante o Califado Abássida (750–1259).

## História e descrição

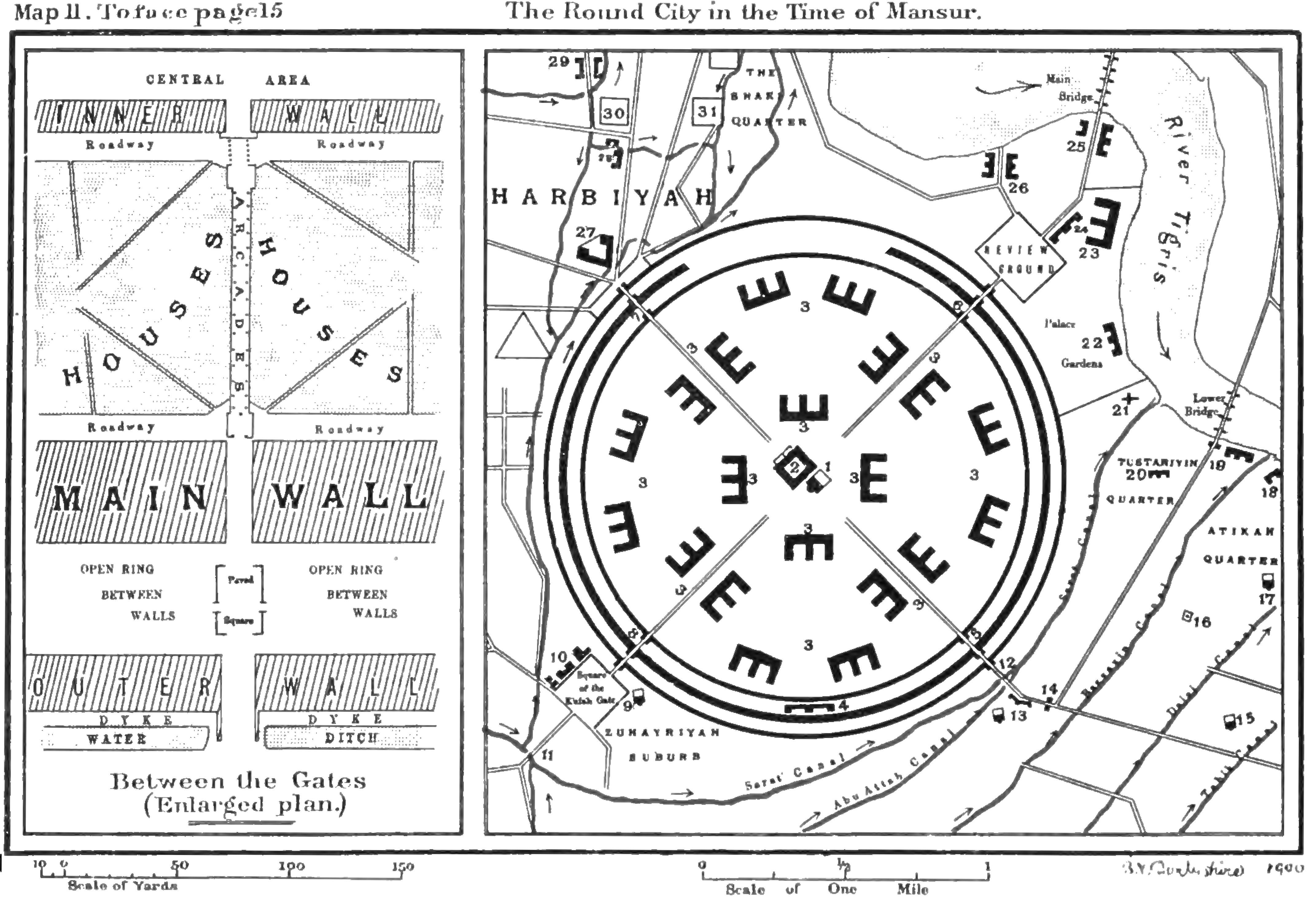
Cidade Redonda no tempo de Almançor. O sítio da mesquita está ao centro (número 1)

Baguedade foi fundada em 762 pelo segundo califa abássida Almançor (r. 754–775). A parte principal da cidade original era a Cidade Redonda, com o Palácio do Portão Dourado e a adjacente Grande Mesquita no centro.

### Mesquita de Almançor
A Grande Mesquita foi construída no lado sudeste do palácio, depois que o último foi concluído. Como resultado, não foi direcionada corretamente para Meca (o quibla), pois o contorno da mesquita tinha que estar em conformidade com as paredes do palácio existentes. Foi a primeira mesquita a ser construída em Baguedade. Em sua forma original, era um quadrilátero de cerca de 91 metros de cada lado, isto é, cerca de um quarto do palácio. Como grande parte da Cidade Redonda, a estrutura era construída com tijolos secos ao sol, fixados em argila, enquanto o teto era sustentado por colunas de madeira cobertas com capitéis de madeira. A maioria deles eram compostos por várias peças, unidas no final com cola e presas com parafusos de ferro, mas cinco ou seis deles, perto do minarete, eram formados a partir de um único tronco de árvore grande cada um.
O complexo do palácio e da mesquita foi aparentemente concluído quando Almançor passou a residir na cidade em 763. Além do palácio e dois anexos a noroeste, o complexo era cercado por um amplo espaço vazio onde a construção era proibida. Em torno disso, foram construídos os palácios dos filhos mais novos de Almançor, os aposentos dos funcionários do palácio e os escritórios dos vários departamentos administrativos.

### Reconstrução de Harune Arraxide
Em 807, Harune Arraxide (r. 786–809) derrubou a estrutura e a reconstruiu com tijolos assados colocados em argamassa. O trabalho foi concluído em 809. Essa estrutura ficou conhecida mais tarde como "A Antiga Corte" (aṣ-saḥn al-ʿatīq). Logo, porém, tornou-se evidente que não era grande o suficiente para hospedar o número de fiéis reunidos durante as orações de sexta-feira. Como resultado, um edifício vizinho, a "Casa do Vendedor de Algodão" (Dar Alcatã), que anteriormente abrigava um departamento administrativo, foi convertida numa mesquita auxiliar. Como se mostrou mais conveniente, logo substituiu a Grande Mesquita, que em 875 não estava mais sendo usada para as orações de sexta-feira.

### Renovação de Almutadide
Almutadide (r. 892–290) se opôs a esse estado de coisas e, em 893, expandiu a Grande Mesquita derrubando parte do Palácio do Portão Dourado. O muro que originalmente separava os dois foi deixado de pé, mas agora era perfurado por 17 passagens em arco: 13 no pátio da mesquita e quatro nos corredores laterais. O comandante Badre Almutadidi ficou responsável pelas novas partes da mesquita, que receberam o nome de Badria em sua homenagem. Os restos da estrutura original da época de Harune Arraxide foram limpos e restaurados, enquanto um cuidado especial foi dado à restauração e decoração do mirabe, mimbar e macsura. Amade ibne Rusta descreveu a mesquita, após a restauração de Almutadide, como uma "estrutura fina de tijolos queimados em fornos bem argamassados, coberta por um telhado de madeira de teca apoiado em colunas da mesma, sendo o todo ornamentado com [azulejos da cor de] lápis-lazúli". O minarete da mesquita queimou em 915, mas foi reconstruído.

### História posterior
A Grande Mesquita continuou a ser a principal mesquita de sexta-feira da cidade durante todo o período abássida, embora no final do século IX a vida residencial da cidade mudou, junto com os palácios dos califas, para Baguedade Oriental através do Tigre. Sob os emires buídas, em particular, a Cidade Redonda foi abandonada e deixada praticamente deserta. Em 1058-1059, durante a revolta de al-Basasiri, o califa fatímida foi comemorado durante as orações de sexta-feira. Quando Benjamim de Tudela visitava a cidade em 1160, relatou que uma vez por ano o califa saia em pompa de seu palácio em Baguedade Oriental até a Grande Mesquita "no bairro do Portão de Baçorá", que permaneceu a principal mesquita da cidade. A mesquita foi inundada em 1255, e aparentemente sobreviveu ao Saque de Baguedade pelos mongóis em 1258, pois não aparece na lista de santuários destruídos posteriormente restaurados por Hulagu (r. 1256–1265). Quando ibne Batuta visitou a cidade em 1327, relatou que a mesquita ainda estava de pé, mas desapareceu em data desconhecida; nenhum traço sobrevive hoje.